# Sue Barker
Susan "Sue" Barker (Devon, Inglaterra, 19 de abril de 1956) é uma apresentadora de TV inglesa e ex-tenista profissional. Barker foi campeã do Torneio de Roland-Garros em 1976.

## Finais importantes

### Grand Slam

#### Títulos: 1
| Ano  | Campeonato               | Adversária      | Placar        |
| ---- | ------------------------ | --------------- | ------------- |
| 1976 | Torneio de Roland-Garros | Renáta Tomanová | 6–2, 0–6, 6–2 |